# Luigi De Blasio Di Palizzi
Luigi De Blasio Di Palizzi (Reggio Calabria, 8 aprile 1838 – Napoli, 4 marzo 1896) è stato un politico italiano.

## Biografia
Discendente dal ramo calabrese dei De Blasio, è stato deputato del Regno d'Italia in più occasioni, nonché  Sindaco di Reggio Calabria.
Era fratello di Tiberio e Vincenzo, anch'essi deputati.